# Басторф
Ба́сторф (нем. Bastorf) — община в Германии, в земле Мекленбург-Передняя Померания.
Входит в состав района Бад-Доберан. Подчиняется управлению Нойбуков-Зальцхаф. Население составляет 1090 человек (на 31 декабря 2010 года). Занимает площадь 24,40 км².